# Smouha SC
Smouha Sporting Club is een Egyptische voetbalclub uit Smouha. Naast voetballen is de club ook actief in verschillende andere sporten. 

## Geschiedenis
In het seizoen 2008/09 eindigde Smouha SC tweede in groep C van de Second Division, waarmee het slechts drie punten te kort kwam om te promoveren. Een seizoen was het wél raak: nadat het eerste eindigde in groep C, mocht Smouha voor het eerst in haar geschiedenis aantreden in de Premier League.
In haar eerste seizoen ooit in de Premier League eindigde Smouha voorlaatste, maar doordat de competitie in het seizoen 2010/11 tijdlang onderbroken werd door de Egyptische Revolutie werd besloten om dat seizoen niemand te laten degraderen. In het eerste volwaardige seizoen na enkele onderbroken competities, het seizoen 2013/14, eindigde Smouha tweede na kampioen Al Ahly. De club plaatste zich daardoor voor de CAF Champions League, waar het in de voorronde Al Ahly Tripoli, Enyimba FC en AC Léopards uitschakelde om vervolgens in een groep met TP Mazembe, Al-Hilal en MA Tétouan laatste te eindigen met vier punten.
De tweede plaats in het seizoen 2013/14 is voorlopig het beste resultaat ooit van Smouha. De club haalde ook twee keer de finale van de Beker van Egypte: zowel in 2014 als in 2018 ging het daarin de boot in tegen Al-Zamalek.

## Bekende (oud-)spelers
- Godwin Attram
- Banou Diawara
- Hassan El Shami
- Ahmed Hamoudi
- Marc Mboua
- Abou Mosalem
- Ahmed Mostafa Taher
- Mostafa Talaat
- Yamodou Touré

## Bekende trainers
- Denis Lavagne
- Patrice Neveu
- Jorvan Vieira